# Гойдер (река)
Гойдер (англ. Goyder River) — река в Северной Австралии.

## Описание
Верхние воды реки находятся у основания хребта Митчелл и питаются весенним стоком из обширного доломитового водоносного бассейна, который поддерживает участки тропических лесов вдоль берегов. Река течёт на северо-запад, затем пересекает Центральную дорогу Арнема, затем поворачивает на север, образуя несколько переплетённых каналов и питая болото Арафура, а затем впадает в реку Глайд, которая в свою очередь впадает в залив Каслреаг и море Арафура.
Водосбор реки занимает площадь в 10 391 км² и расположен между водосбором реки Блайт на западе, водосборами рек Уокер и Ропер на юге и реками Бакингем и Кулатонг на востоке.
Три притока впадают в Гойдер: Энни-Крик (левый), Шеридан-Крик и река Гулбувангай (правые).
Среднегодовой расход составляет 788 940 мегалитров при максимальном расходе 1413 кубометров в секунду и минимальном расходе 1830 литров в секунду. Это девятая по величине система рек в Северной территории, но вторая по величине в конце сухого сезона.

## Фауна
В реке водятся, до 39 видов рыб, среди них: Terapontidae, латес, брызгуны и другие.

## История
Возле реки обитают народы талапон, тьинпа и таикуи, которые жили на этой территории тысячи лет.
Река названа в 1868 году капитаном Фрэнсисом Кэделлом в честь Джорджа Гойдера.
Семья Маккартни открыла животноводческую станцию во Флориде в 1880-х годах, но из-за постоянных столкновений с аборигенами станция была заброшена в 1893 году. Скотоводческая станция Арафура была основана в 1903 году компанией Eastern, African and Cold Store Company на 50 000 квадратных километров, арендуемых вдоль рек Гойдер и Глайдер. Джозеф Брэдшоу перевез 5000 голов скота с юга, но пять лет спустя станция была также заброшена.